# 恰拉瓦尔县

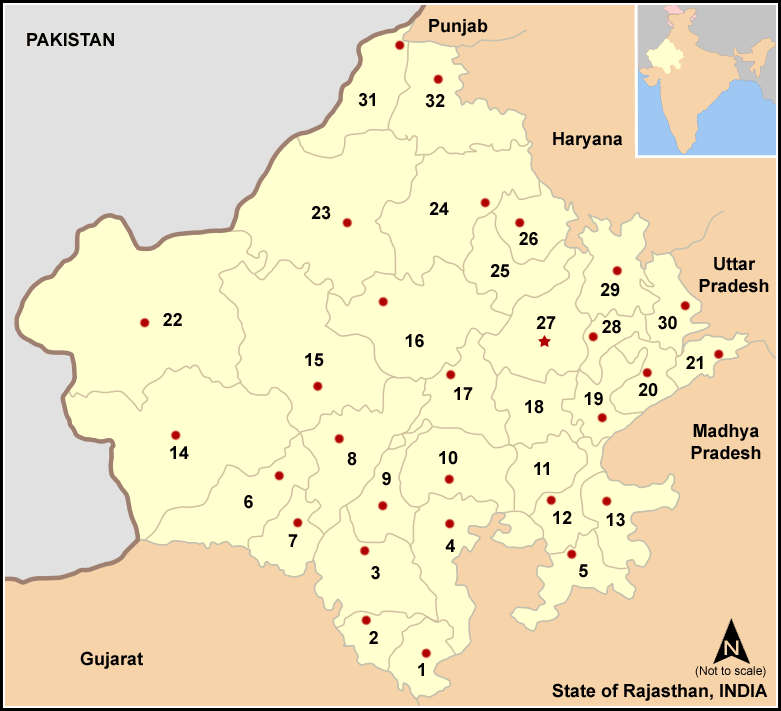

恰拉瓦尔县是印度的一個縣，位於該國西北部，由拉賈斯坦邦負責管轄，面積6,219平方公里，識字率為62.13%，2011年人口1,411,327，人口密度每平方公里227人。

## 外部連結
- 官方网站

24°36′N 76°09′E / 24.600°N 76.150°E